# Svenska Bangolfförbundet
Svenska Bangolfförbundet, specialidrottsförbund för bangolf. Bildat 1937 och invalt i Riksidrottsförbundet 1957. Förbundets kansli ligger i Hässleholm.